# Chiesa di Sant'Agostino (Montalcino)
La chiesa di Sant'Agostino è un edificio sacro che si trova lungo il corso centrale di Montalcino.

## Storia e descrizione
La costruzione dell'imponente chiesa è riferibile al primo Trecento e appartiene senza dubbio allo stile gotico italiano.
La facciata è divisa in due parti da una lista di pietra: quella inferiore è aperta da un portale cuspidato con pinnacoli laterali e cornice decorata a fogliette stilizzate; quella superiore appare frutto di restauro, con l'inserimento di un grande occhio con rosone. L'interno ripete il consueto schema conventuale, con un'ampia navata coperta a capriate e conclusa da una cappella quadrangolare con volta a crociera.
A sinistra i locali monastici si raccolgono intorno ai due chiostri cinquecenteschi.
Le pareti della chiesa sono state affrescate da vari artisti senesi del XIV e del XV secolo, con Scene della Passione di Cristo e Storie della vita di sant'Antonio Abate.
Gli affreschi trecenteschi del coro con Storie di sant'Agostino, Evangelisti e Dottori della Chiesa sono attribuiti a Bartolo di Fredi.
Tra il 2013 e il 2019, grazie a co-finanziamenti del Fondo Europeo di Sviluppo Regionale e l'8X1000 della Chiesa Cattolica, la chiesa di Sant'Agostino è stata coinvolta in un progetto più ampio di risanamento conservativo e recupero funzionale dell'intero complesso monastico guidato dall'architetto Edoardo Milesi. Oltre alle facciate esterne e al campanile, i restauri hanno interessato anche gli affreschi, i dipinti murari a tempera e gli intonaci, un'opera completamente finanziata dalla Fondazione Bertarelli.

## Altre immagini

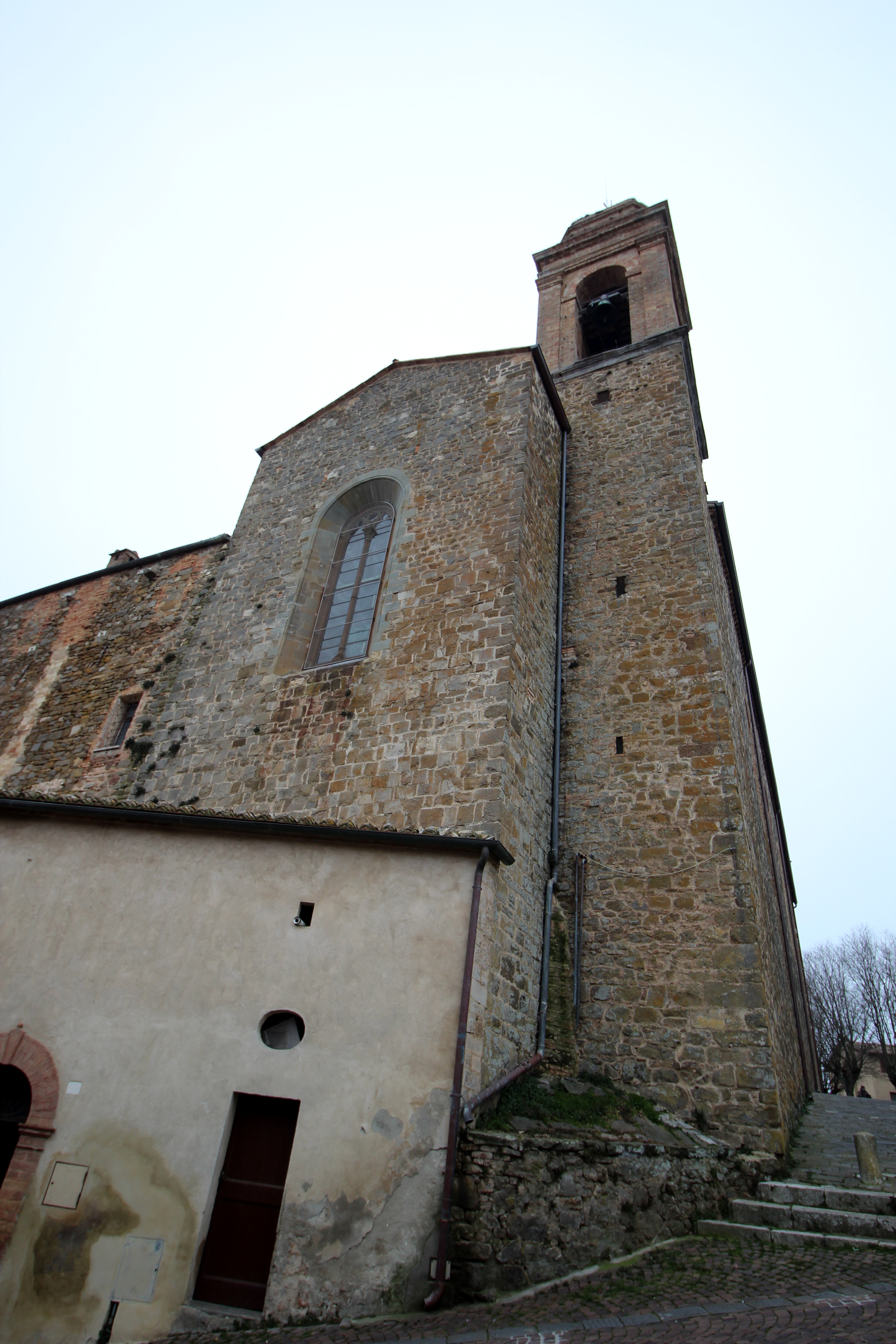
Abside e campanile
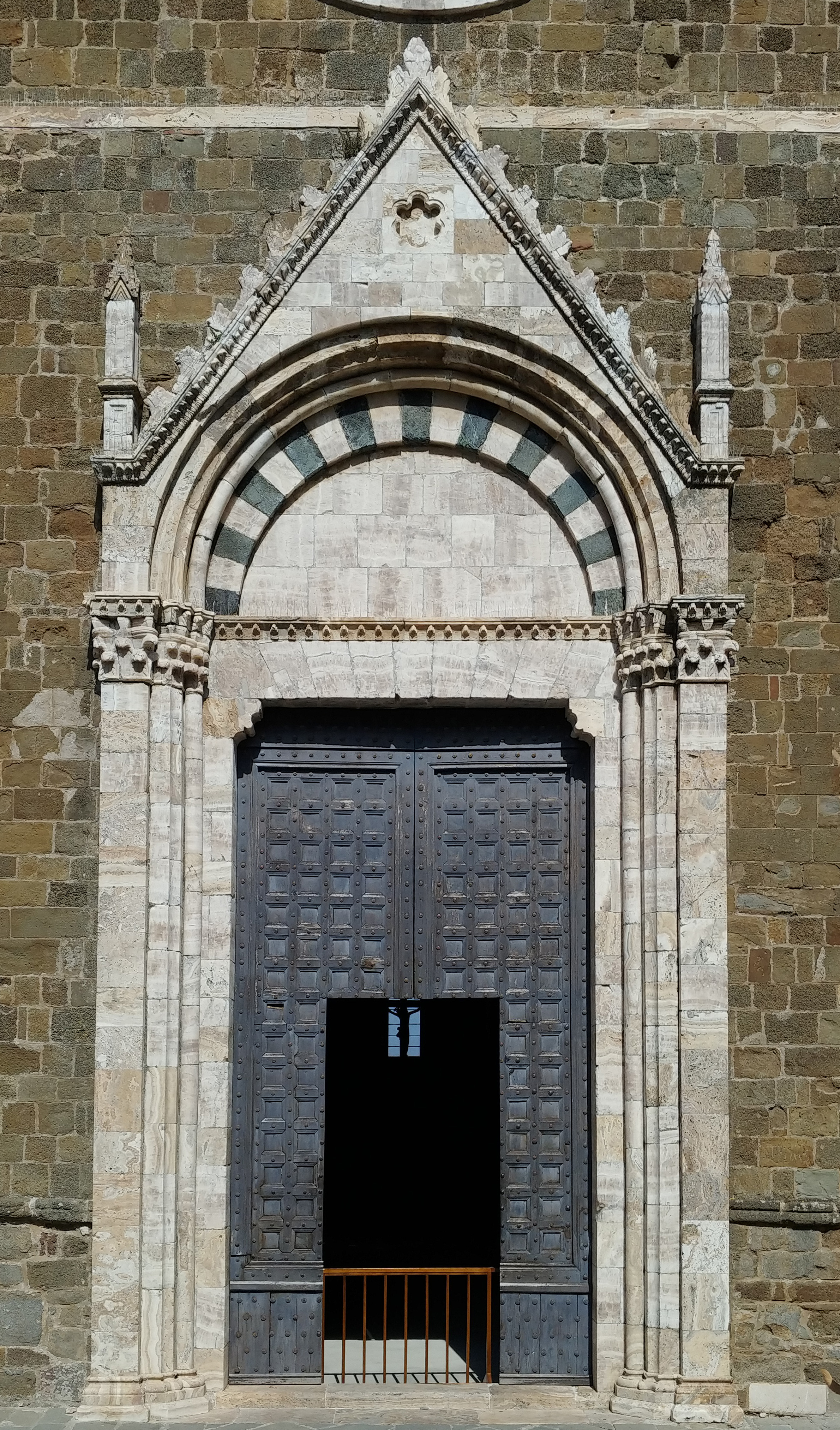
Portale maggiore
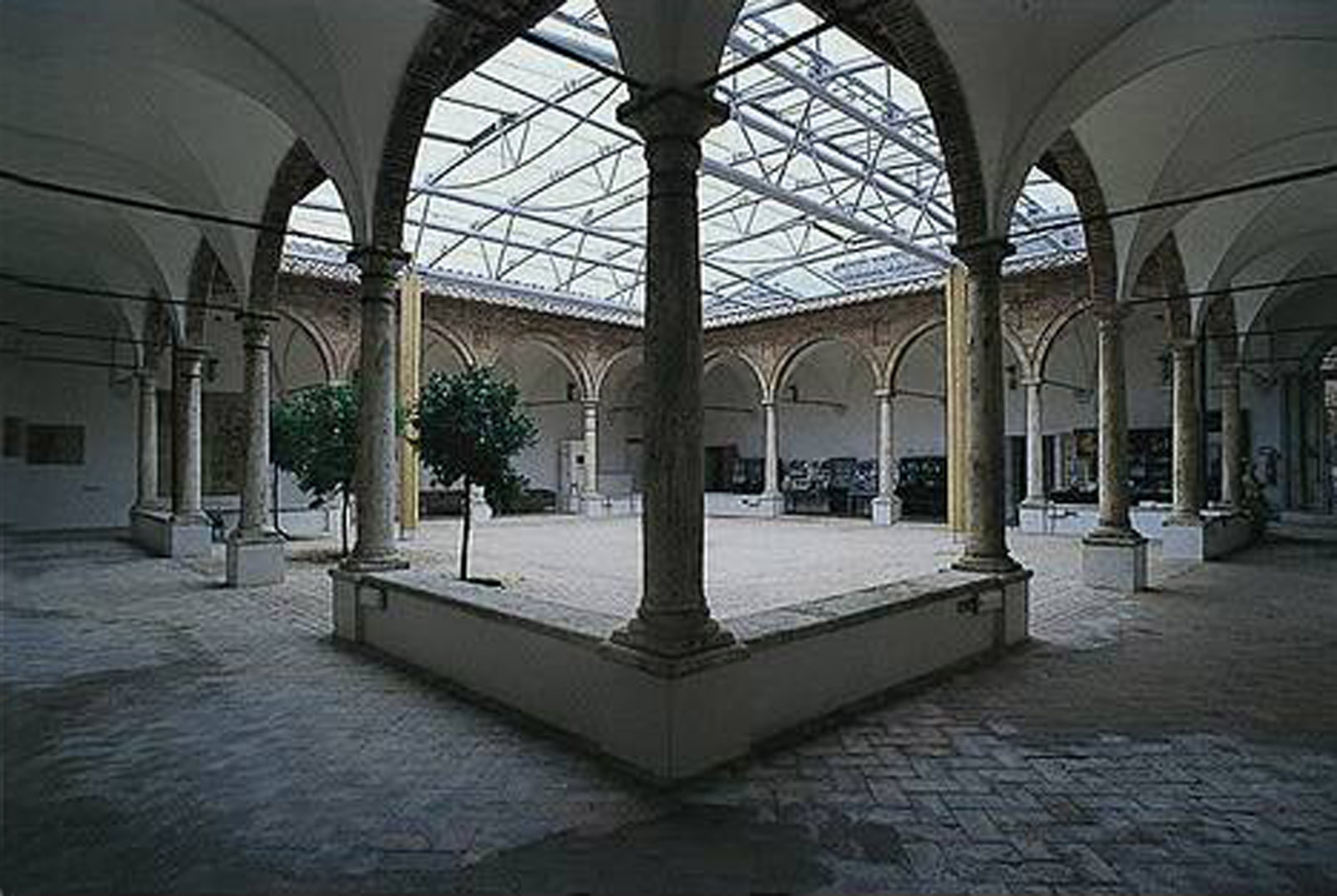
Chiostro
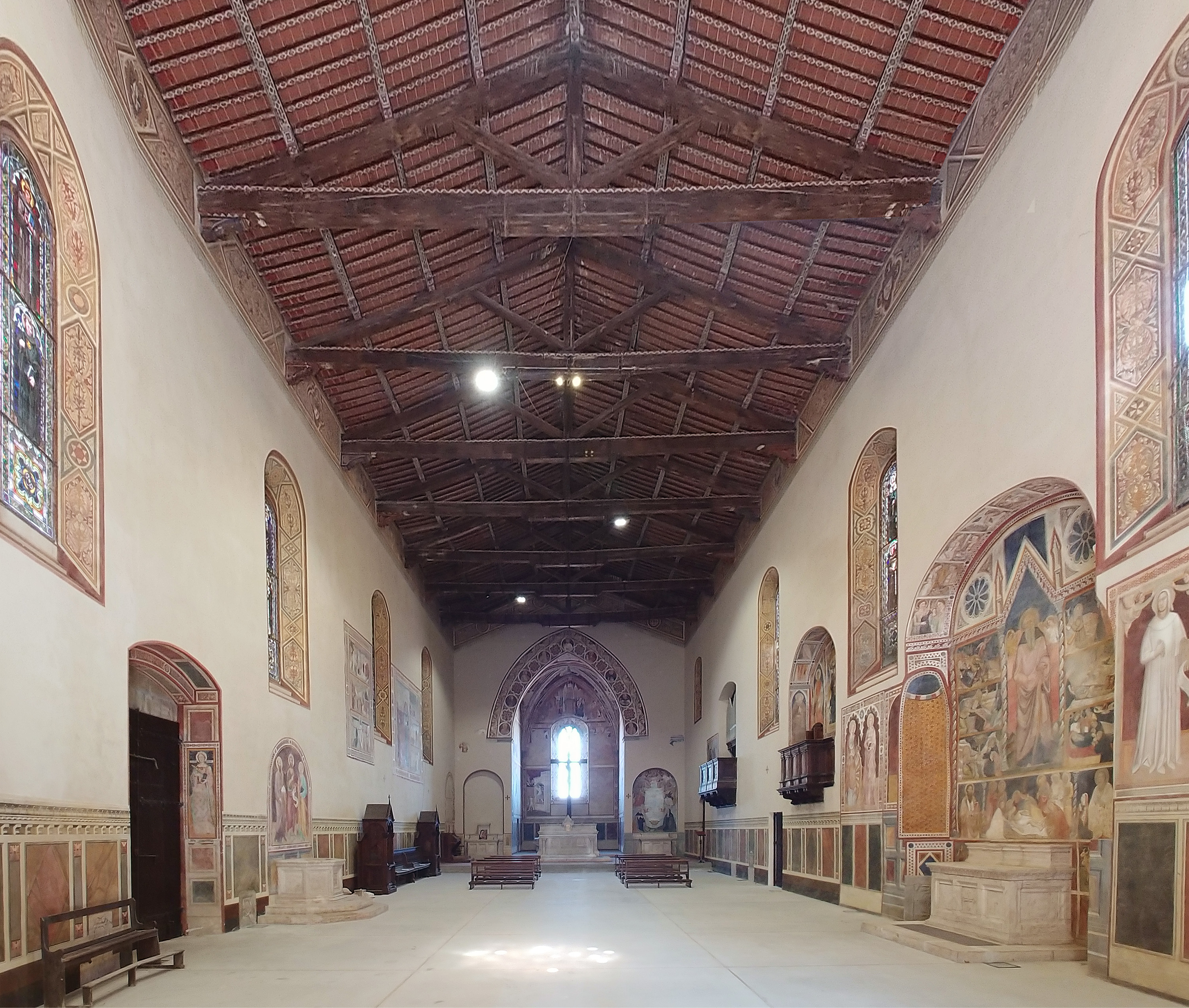
Interno
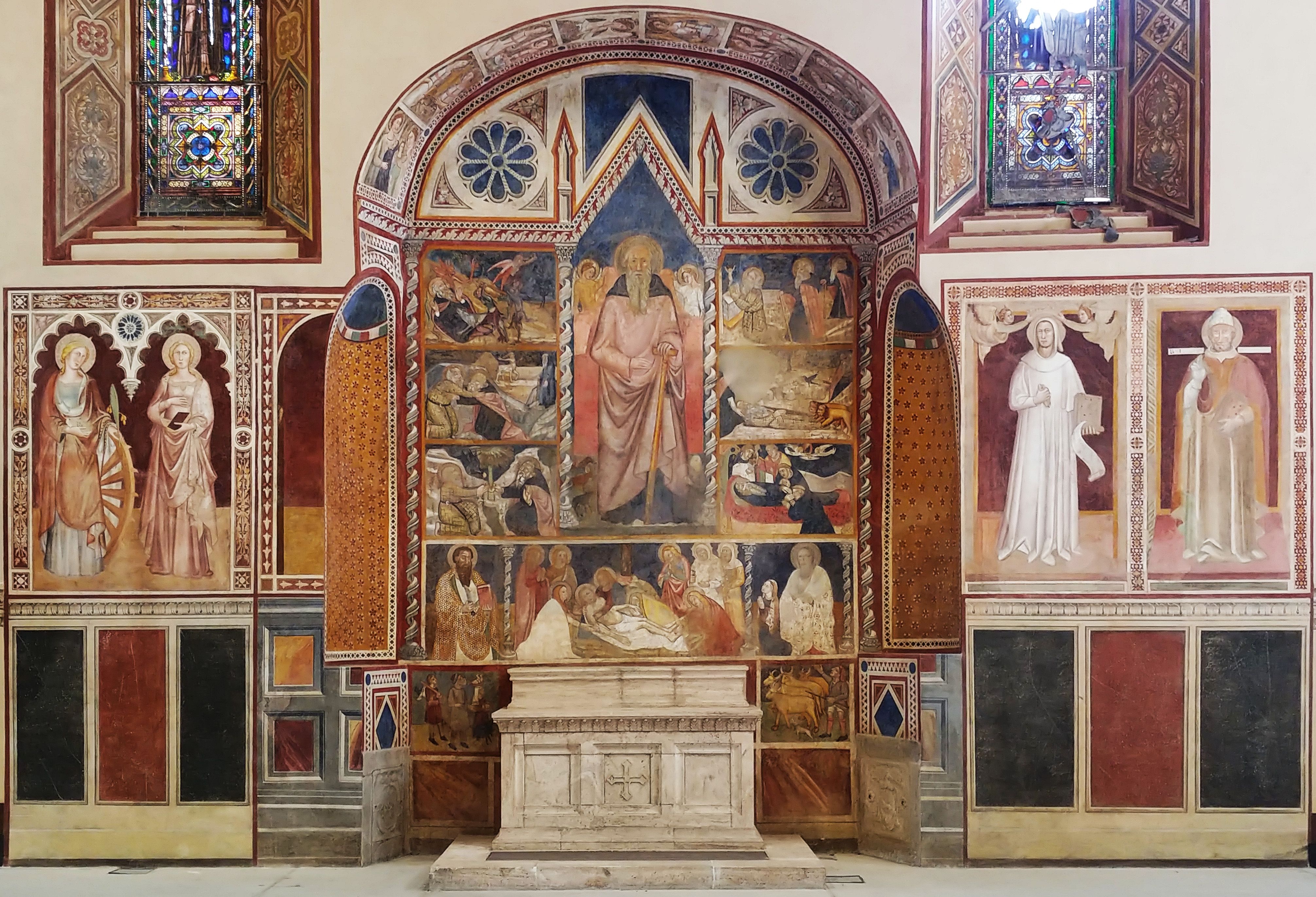
Cappella di Sant'Antonio Abate
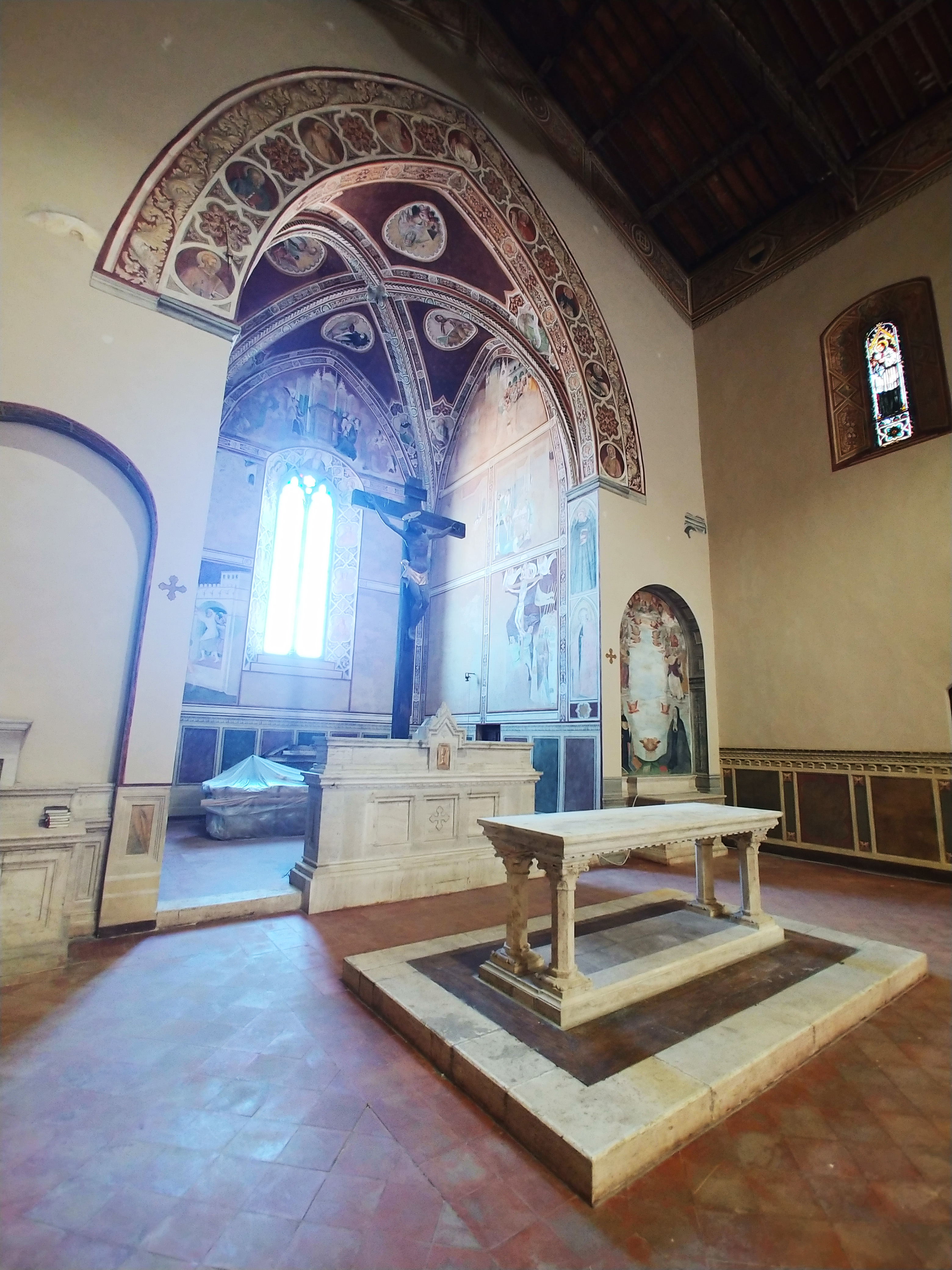
Altare maggiore e abside
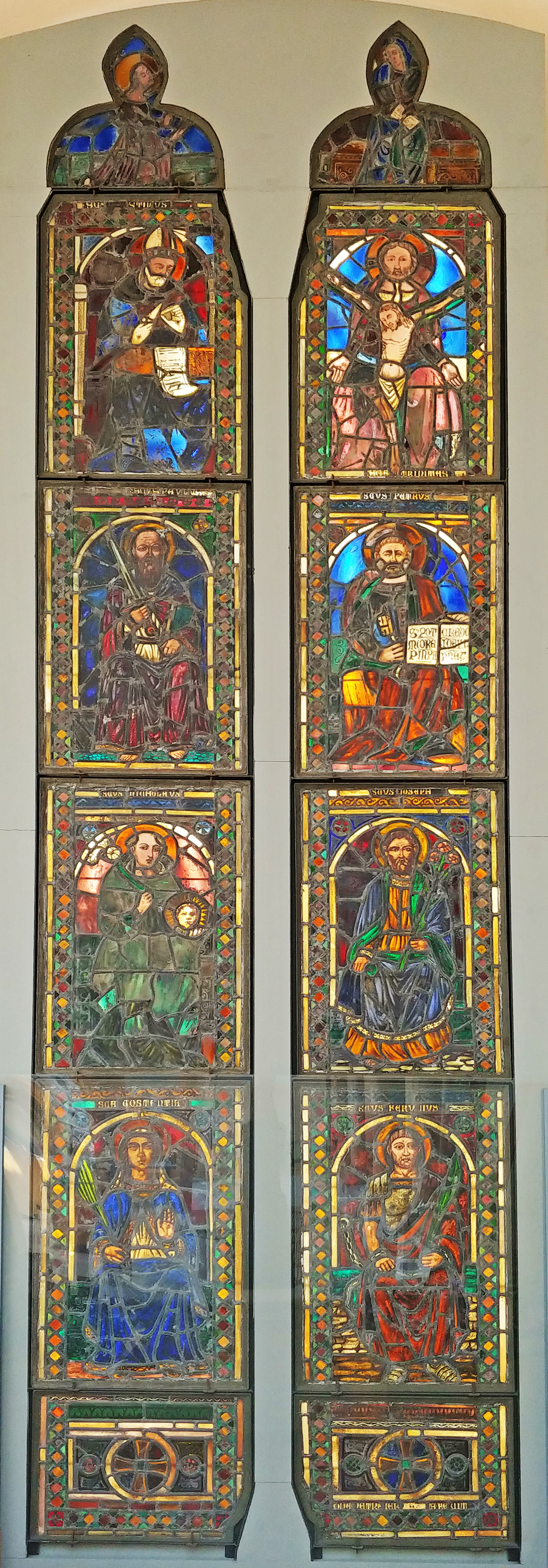
Vetrata absidale, oggi nel chiostro